# Nikita Alexandrowitsch Schtschitow
Nikita Alexandrowitsch Schtschitow (russisch Никита Александрович Щитов; * 12. März 1983 in Ufa, Russische SFSR) ist ein ehemaliger russischer Eishockeyspieler.

## Karriere
Nikita Schtschitow begann seine Karriere als Eishockeyspieler bei Toros Neftekamsk, für das er zu Beginn der Saison 2003/04 in der drittklassigen Perwaja Liga aktiv war. Nach nur sechs Einsätzen wechselte er zu Metallurg Serow, für dessen Profimannschaft er bis 2005 in der Wysschaja Liga, der zweiten russischen Spielklasse, aktiv war. Parallel spielte er in diesem Zeitraum für dessen zweite Mannschaft weiterhin in der Perwaja Liga. Die Saison 2005/06 begann der Angreifer beim Drittligisten Kedr Nowouralsk, verbrachte jedoch die folgenden eineinhalb Jahre bei Salawat Julajew Ufa in der Superliga. In der Saison 2006/07 spielte der Russe größtenteils für seinen Ex-Klub Toros Neftekamsk, der in der Zwischenzeit in die zweitklassige Wysschaja Liga aufgestiegen war. 
In der Saison 2007/08 stand Schtschitow für Neftechimik Nischnekamsk in der Superliga auf dem Eis und es gelang ihm sich erstmals in der höchsten russischen Spielklasse als Stammspieler zu etablieren. Zur folgenden Spielzeit wechselte der Russe zum HK Spartak Moskau aus der neu gegründeten Kontinentalen Hockey-Liga. Den Hauptstadtklub verließ er im November 2010, um zu Neftechimik Nischnekamsk zurückzukehren. In den folgenden zwei Spieljahren absolvierte er über 70-KHL-Partien für Neftechimik und war während der Saison 2011/12 zudem Assistenzkapitän seiner Mannschaft.
Im Mai 2012 kehrte er zu Spartak Moskau zurück, wo er einen Vertrag über zwei Jahre Laufzeit unterschrieb. Ein Jahr später wechselte er gegen Zahlung einer Kompensationssumme zu Neftechimik Nischnekamsk zurück. Im November 2013 wurde er im Rahmen eines Ringtausches, an welchem auch Igor Mussatow und Maxim Trunjow beteiligt waren, an Salawat Julajew Ufa abgegeben. Bis zum Saisonende absolvierte Schtschitow noch 36 KHL-Partien für Salawat, in denen er als Defensivverteidiger fünf Scorerpunkte sammelte. 
Im Mai 2014 wurde er vom neu gegründeten KHL-Teilnehmer HK Sotschi verpflichtet und agierte dort in der Saison 2014/15 als Mannschaftskapitän. Im Oktober kehrte er im Tausch gegen ein Wahlrecht für den KHL Junior Draft 2016 zu Neftechimik Nischnekamsk zurück. Dort agierte er zu Beginn der Saison 2016/17 als Mannschaftskapitän, ehe er im Dezember 2016 zu Awtomobilist Jekaterinburg wechselte.
Vom Mai 2017 bis Juni 2020 spielte er wieder beim HK Sotschi.

## Statistik
(Stand: Ende der Saison 2018/19)